# M. S. Narasimhan
Mudumbai Seshachalu Narasimhan (7 juin 1932 - 15 mai 2021) est un mathématicien indien. Ses centres d'intérêt comprennent la théorie des nombres, la géométrie algébrique, la théorie des représentations et les équations aux dérivées partielles. C'est un pionnier dans l'étude des espaces de modules des fibrés vectoriels holomorphes (en) sur les variétés projectives. Son travail est considéré comme le fondement de la correspondance Kobayashi-Hitchin (en) qui relie la géométrie différentielle et la géométrie algébrique des fibrés vectoriels sur les variétés complexes. Il est également connu pour sa collaboration avec le mathématicien C. S. Seshadri, qui a notamment conduit à leur preuve du théorème de Narasimhan-Seshadri (en) qui donne un critère de stabilité pour les fibrés vectoriels sur une surface de Riemann.
Il est récipiendaire de la Padma Bhushan, la troisième plus haute distinction civile indienne, en 1990, et de l'ordre national du Mérite français en 1989. Il est élu membre de la Royal Society de Londres en 1996. Il est également lauréat du prix Shanti Swarup Bhatnagar en 1975 et reste le seul Indien à avoir reçu le prix international Roi-Fayçal dans le domaine scientifique.

## Jeunesse et formation
Narasimhan naît le 7 juin 1932 dans une famille rurale de Tandarai (en), dans l'actuel État du Tamil Nadu, il est l'aîné de cinq enfants,. Sa famille est originaire du district d'Arcot Nord (en). Après ses études secondaires dans la partie rurale du pays, il rejoint le Loyola College de Madras pour ses études de premier cycle. Là, il étudie avec le père Charles Racine, un professeur jésuite français, qui lui-même avait étudié avec le mathématicien Élie Cartan. C'est là aussi qu'il se lie d'amitié avec Seshadri. Il rejoint le Tata Institute of Fundamental Research (TIFR), à Bombay, pour ses études supérieures en 1953. Il obtient son doctorat de l'université de Bombay en 1960 sous la direction du mathématicien K. S. Chandrasekharan, connu pour ses travaux en théorie des nombres.

## Carrière
Narasimhan commence sa carrière en 1960 lorsqu'il rejoint la faculté du Tata Institute of Fundamental Research (TIFR) ; il en deviendra plus tard membre honoraire,. Ses domaines d'intérêt au TIFR comprennent l'étude des opérateurs différentiels et des opérateurs elliptiques. Pendant ce temps, il est invité en France par Laurent Schwartz et rencontre d'autres mathématiciens français, dont Jean-Pierre Serre, Claude Chevalley, Élie Cartan et Jean Leray. Il contracte une pleurésie pendant son séjour en France et est hospitalisé pour la soigner. Il racontera plus tard l'incident comme un contact avec la « vraie France » qui a renforcé ses sympathies de gauche, déjà suscitées par ses interactions avec l'ancien trotskiste Schwartz.
Pendant son séjour en France, il collabore également avec le mathématicien japonais Takeshi Kotake sur les théorèmes d'analyticité pour déterminer des types spécifiques d'opérateurs elliptiques qui satisfont aux inégalités de Cauchy-Schwarz. Son travail avec Kotake est connu sous le nom de théorème de Kotake-Narasimhan pour les opérateurs elliptiques, dans le cadre des fonctions ultradifférentiables,.
Narasimhan et le mathématicien indien C. S. Seshadri démontrent ensemble le révolutionnaire théorème de Narasimhan-Seshadri (en), publié en 1965, qui est au cœur de la géométrie algébrique et de la théorie des nombres depuis plus d'un demi-siècle,. Le théorème établit un lien entre deux domaines de la géométrie moderne, à savoir la géométrie différentielle et la géométrie algébrique. Plus précisément, il donne une condition nécessaire et suffisante pour qu'un fibré vectoriel holomorphe soit stable. Seshadri et Narasimhan sont tous deux élus membres de la Royal Society en 1996 pour ce travail. Narasimhan collabore également avec le mathématicien R. R. Simha pour démontrer l'existence d'espaces de modules de structures complexes de type général sur une variété analytique (en) réelle. Ces mesures sont appelées mesures de Simha-Narasimhan sur les surfaces de Riemann.
Pour ses travaux, Narasimhan est considéré comme un pionnier dans l'étude des espaces de modules des fibrés vectoriels holomorphes sur les variétés projectives. Son travail est considéré comme le fondement de la correspondance de Kobayashi-Hitchin (en) qui relie la géométrie différentielle et la géométrie algébrique des fibrés vectoriels sur les variétés complexes.
À la création du National Board for Higher Mathematics (en) (NBHM) en Inde en 1983, Narasimhan en est le premier président. En 1992, Narasimhan prend sa retraite du TIFR et devient le responsable du groupe de recherche en mathématiques au Centre international de physique théorique de Trieste,. Il a également été chercheur invité à l'Institute for Advanced Study, à Princeton, en 1968. Après avoir pris sa retraite de l'ICTP, il s'installe à Bangalore.
Il est membre de la Royal Society de Londres depuis 1996 et récipiendaire de l'ordre national du Mérite français en 1989. Il reçoit la Padma Bhushan, la troisième plus haute distinction civile indienne, en 1990. Il reçoit également le prix Shanti Swarup Bhatnagar en 1975, le prix de mathématiques de l'Académie mondiale des sciences en 1987 et la médaille Srinivasa Ramanujan en 1988. Il est également lauréat du prix international Roi-Fayçal en 2006, conjointement avec le mathématicien Simon Donaldson de l'Imperial College,,. En 2021, il est le seul Indien à avoir remporté ce prix,.

## Vie privée
Narasimhan est marié à Sakuntala Narasimhan (en), musicienne classique, journaliste et militante des droits des consommateurs. Le couple a une fille, Shobhana Narasimhan (en), professeure au Jawaharlal Nehru Center for Advanced Scientific Research (en), et un fils. Narasimhan s'intéresse à la musique classique indienne, à l'art et à la peinture contemporains, ainsi qu'à la littérature tamoule (en).
Narasimhan meurt le 15 mai 2021 à Bangalore à l'âge de quatre-vingt-huit ans. Il suivait un traitement contre le cancer depuis un an,.

## Publications choisies
- M. S. Narasimhan et Nitin Nitsure (éd.), The Collected Papers of M. S. Narasimhan, vol. I: 1956–1984; Volume II: 1985–2001, Hindustan Book Agency and Indian National Science Academy, 2007 (ISBN 978-81-85931-77-7)
- M. S. Narasimhan et C. S. Seshadri, « Stable and unitary vector bundles on a compact Riemann surface », Annals of Mathematics, vol. 82, no 3,‎ 1965, p. 540-567 (DOI 10.2307/1970710, JSTOR 1970710, MR 0184252)